# Мирзапур (город, Индия)
Мирзапур (англ. Mirzapur, хинди मिर्ज़ापुर) — город на севере Индии, в штате Уттар-Прадеш, административный центр одноимённого округа.

## История
Мирзапур был основан в XVII веке. До второй половины XIX являлся одним из наиболее значимых коммерческих центров Северной Индии.

## География
Город находится в юго-восточной части Уттар-Прадеша, на правом берегу Ганга, на высоте 80 метров над уровнем моря.
Мирзапур расположен на расстоянии приблизительно 236 километров к юго-востоку от Лакхнау, административного центра штата и на расстоянии 635 километров к юго-востоку от Нью-Дели, столицы страны.

## Демография
По данным официальной переписи 2011 года численность населения города составляла 233 691 человека, из которых мужчины составляли 53,5 %, женщины — соответственно 46,5 %. Уровень грамотности взрослого населения составлял 68,95 %. Уровень грамотности среди мужчин составлял 73,9 %, среди женщин — 63,2 %. 11,9 % населения составляли дети до 6 лет.
Динамика численности населения города по годам:
| 1991    | 2001    | 2011    |
| ------- | ------- | ------- |
| 169 336 | 205 264 | 233 691 |

## Экономика
На территории города расположены хлопкопрядильная фабрика, предприятия по производству изделий из латуни, предприятия текстильной промышленности. Развито ковроткачество.

## Транспорт
Сообщение Мирзапура с другими городами Индии осуществляется посредством железнодорожного и автомобильного транспорта.
Ближайший аэропорт расположен в городе Варанаси.